# Tarkalúdformák

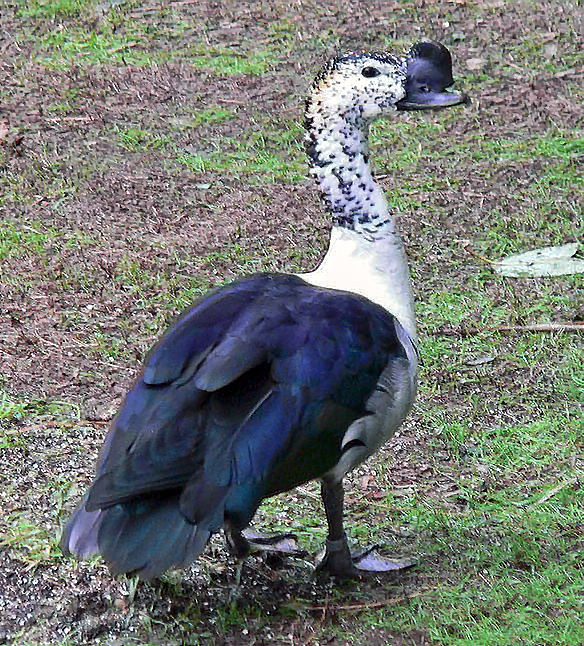
Bütykös fényréce (Sarkidiornis melanotos)

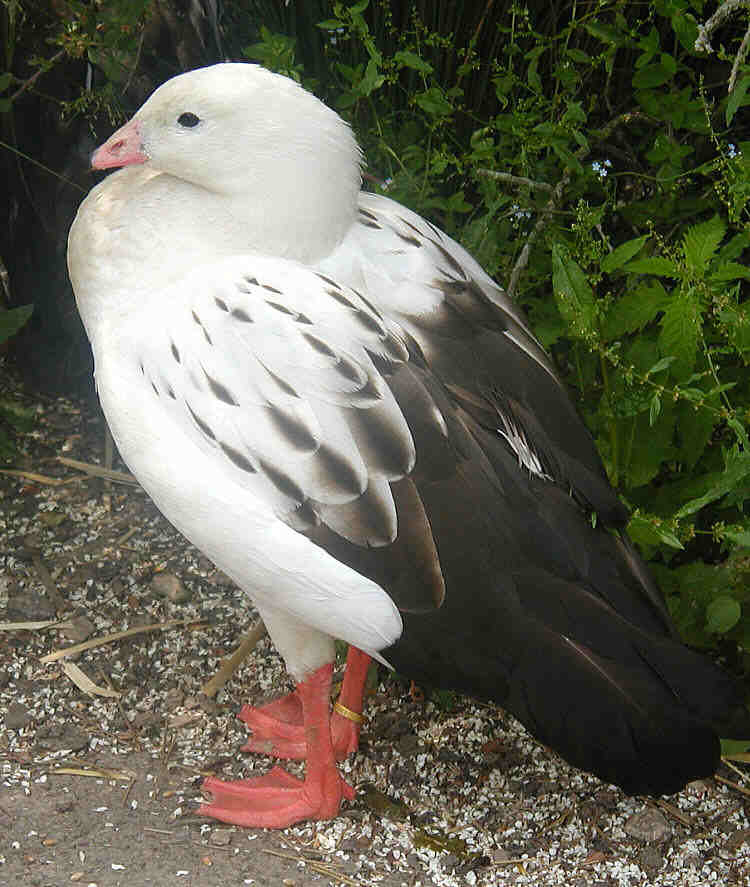
Andoki lúd (Chloephaga melanoptera)

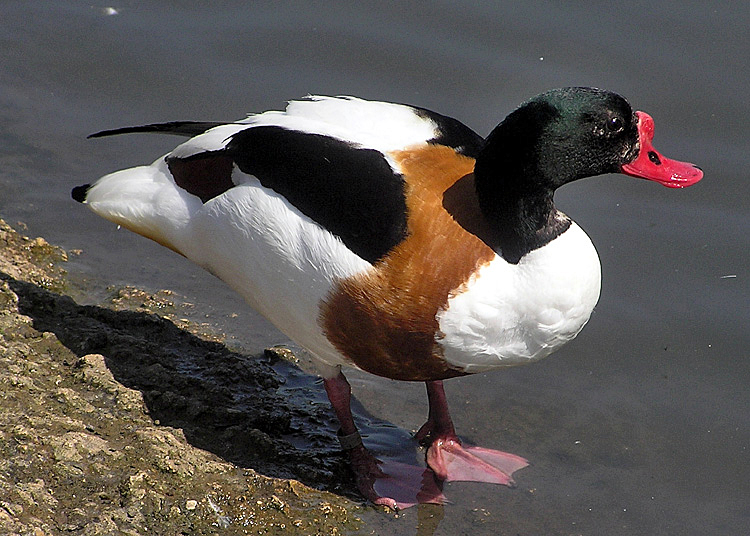
Bütykös ásólúd (Tadorna tadorna)

A tarkalúdformák (Tadorninae) a madarak osztályának lúdalakúak (Anseriformes) rendjébe a récefélék (Anatidae) családja alá tartozó alcsalád.

## Rendszerezés
Az alcsalád az alábbi nemzetségeket, nemeket és fajokat foglalja magában:

### Zuhatagirécék
A zuhatagirécék (Merganettini) nemzetségébe 2 nem tartozik:
- Hymenolaimus – 1 faj
  - karimáscsőrű réce (Hymenolaimus malacorhynchos)

- Merganetta – 1 faj
  - zuhatagi réce (Merganetta armata)

### Gőzhajórécék
A gőzhajórécék (Tachyerini) nemzetségébe 1 nem tartozik:
- Tachyeres (Owen, 1875) – 4 faj
  - patagóniai gőzhajóréce (Tachyeres patachonicus)
  - óriás-gőzhajóréce (Tachyeres pteneres)
  - fehérfejű gőzhajóréce (Tachyeres leucocephalus)
  - falklandi gőzhajóréce (Tachyeres brachypterus)

### Tüskésszárnyú ludak
A tüskésszárnyú ludak (Plectropterini) nemzetségébe 2 nem tartozik:
- Sarkidiornis (Eyton, 1838) – 1 faj
  - bütykös fényréce (Sarkidiornis melanotos)
  - újvilági bütykös fényréce (Sarkidiornis sylvicola)
- Plectropterus (Stephens, 1824) – 1 faj
  - tüskésszárnyú lúd (Plectropterus gambensis)

### Ásóludak
Az ásóludak (Tadorini) nemzetségébe 6 nem tartozik:
- Cyanochen – 1 faj
  - kékszárnyú lúd (Cyanochen cyanopterus)

- Alopochen (Stejneger, 1885) – nílusi ludak, 2 faj
  - nílusi lúd (Alopochen aegyptiacus vagy Alopochen aegyptiaca)
  - mauritiusi ásólúd (Alopochen mauritianus) – kihalt

- Mascarenachen (G.S. Cowles, 1994 – 1 kihalt faj
  - réunioni ásólúd (Mascarenachen kervazoi) – kihalt

- Neochen (Oberholser, 1918) – Orinoco-ludak, 1 faj.
  - orinocói lúd (Neochen jubata)

- Chloephaga (Eyton, 1838) – piszecsőrű ludak, 5 faj
  - andoki lúd (Chloephaga melanoptera)
  - Magellán-lúd (Chloephaga picta)
  - szirti lúd (Chloephaga hybrida)
  - szürkefejű lúd (Chloephaga poliocephala)
  - rőtesfejű lúd (Chloephaga rubidiceps)

- Tadorna (Oken, 1817) – ásóludak, 7 faj
  - bütykös ásólúd (Tadorna tadorna)
  - vörös ásólúd (Tadorna ferruginea)
  - szürkefejű ásólúd (Tadorna cana)
  - koreai ásólúd (Tadorna cristata)
  - radjah ásólúd (Tadorna radjah)
  - ausztrál ásólúd (Tadorna tadornoides)
  - új-zélandi ásólúd (Tadorna variegata)

### Incertae sedis
- Pachyanas  (Oliver, 1955) – 1 faj
  - Chatham-szigeteki réce (Pachyanas chathamica) – az alcsaládba sorolása bizonytalan, régen kihalt faj, melynek pontos rendszertani helye nem ismert